# Jorge Villamil
Jorge Villamil Cordovez (Neiva, 6 giugno 1929 – Bogotà, 28 febbraio 2010) è stato un compositore colombiano.

## Biografia
Nacque nella fattoria del Cedral a Neiva. Studiò nella città di Garzón dove completò le scuole primarie, e a Bogotà dove concluse gli studi superiori. In seguito si laureò in medicina e divenne ortopedico e traumatologo presso la Pontificia Università Javeriana nel 1958.

## Carriera musicale
Iniziò la sua carriera di compositore mentre lavorava come medico nell'istituto di salute pubblica colombiano.
Scrisse più di 200 canzoni, molte delle quali ispirate dalla devozione e amore per il dipartimento di Huila, come ai paesaggi naturali e romantici. Tra queste Los Guaduales, Espumas (che lo fece conoscere a livello internazionale nel 1962, tradotta anche in italiano e interpretata dal tenore Salvatore Castagna), Los Remansos, Llorando por Amor, Me Llevaras en Ti, El Barcino, Luna Roja, Oropel e Llamarada tra le altre, che furono anche interpretate da diversi cantanti e duo colombiani e internazionali.
Per alcuni anni fu direttore del "SAYCO" (Società degli Autori e Compositori Colombiani), in cui lavorò raggiungendo importanti risultati nella difesa dei diritti degli autori e compositori musicali del suo paese. Con José Alejandro Morales è stato probabilmente il compositore di musica andina più prolifico e di successo.
Villamil morì a Bogotà il 28 febbraio 2010 all'età di 80 anni, per complicazioni da diabete..

## Canzoni
Tra le sue canzoni più famose:
- Espumas (1962)
- Llamarada (1970)
- Llorando por amor (1961)
- Los Remansos (1964)
- Los Guaduales (1965)
- Me llevarás en Ti (1966)
- El Barcino (1969)
- Oropel (1969)
- Adiós al Huila (1951)
- Garza Morena (1962)
- Luna Roja (1976)
- Vieja Hacienda del Cedral (1958)
- Brumas (1971)
- Campanas de Navidad (1957)
- Cruz sin nombre (1982)
- Desesperanzas (1960),
- Canaguaro (1978)
- El caballo Colombiano (1976)
- El canalete (1970)
- El caracoli (1958)
- El Embajador (1962)
- El Gualanday (1965)
- El Peregrino (1997)
- Fantasia Sabanera (1994)
- La Chimenea (1975)
- La Cicatriz (1968)
- La Mestiza (1984)
- La Mortaja (1958)
- La Trapichera (1958)
- La Vaqueria (1960)
- Llano Grande (1963)
- Matambo (1961)
- Mirando al Valle del Cauca (1964)
- Al Sur (1967)
- Noche de Azahares (1962)
- Noches de la Plata (1960)
- Painima (1964)
- Tepeyac (1998)